# 省略三段論法
省略三段論法（しょうりゃくさんだんろんぽう、ギリシア語: ἐνθύμημα、ギリシア語ラテン翻字: enthýmema、英語: enthymeme、エンテュメーマ）は、三段論法の前提が省略されていたり、他の語句に含意されたりしている演繹的推論法。暗示推論法、省略推理法、説得推論、想到法とも訳される。もともとはアリストテレスが『弁論術』で定義した修辞学の手法であり、説得を目的としたものである。論理学的には不完全であり、誤謬や詭弁の余地を潜ませやすい。より広義には三段論法より不完全な形式の主張を指すこともある。

## 省略三段論法の各部
例えば「ソクラテスは人間なので死を免れない。」という一文は三段論法として以下のように分析できる。
- 全ての人間は死を免れない。（大前提）
- ソクラテスは人間である。（小前提）
- ゆえに、ソクラテスは死を免れない。（結論）

しかしここでは、小前提と結論のみが述べられ、大前提は推定されるもの、つまり暗黙の前提として省略されている。
次に「指紋が一致しないのだから、被告は無罪となるべきだ。」という一文を考える。
- 指紋が一致するならば被告は有罪となるべき。（大前提）
- 指紋は被告のものではない。（小前提）
- ゆえに、被告は無罪となるべきである。（結論）

ここでも大前提は述べられず、小前提と結論のみが述べられているが、これは論述（論証）として不完全である。なぜなら、必ずしも指紋のみが犯人を指し示す証拠とは言えず、語られていない大前提に疑念点が生じうるからである。しかし、語られていないがゆえに、その前提の妥当性をチェックするプロセスが薄れる。
また、独立した命題でなくとも前提が含意され省略されているものもある。修辞学者の佐藤信夫は大岡昇平の『武蔵野夫人』を例に説明する（下線は佐藤による引用のまま）。
指紋の例のように、省略された前提は、推論の中の疑わしいあるいは誤謬的な前提を曖昧にする効果的な方法でもある。一般的に、前提の誤謬（間違った前提に基づく誤謬。たとえば人身攻撃やTwo wrongs make a right）は省略三段論法を招く。

## ユーモアに使われる省略三段論法
省略された前提のその攻撃性・そのばかばかしさが情況にとってびっくりするようなものである時、省略三段論法はユーモラスな技法となりうる。

## 広告に使われる省略三段論法
広告主たちは、自分たちが示すイメージとそれを売りたくて作ったことの関連を述べることはめったにない。赤いスポーツカーのボンネットの上でゆったりと体を伸ばす美女と、車それ自体の価値の間に論理的な繋がりはないが、広告主たちはそれがあるという前提をほのめかす。もし広告主たちが率直に「車を買いなさい、そうすればあなたはすばらしい性的な満足を得るでしょう」と言ってしまったら、それは前提としてあっさり拒絶されることだろう。
また、広告主たちは自分たちの製品で楽しんでいる人々の例を示すこともする。広告主たちは視聴者がその製品を購入しなければ、そのような楽しみを受けられないという、省略された前提を実際に述べることはしない。